# Quinta de Anauco
La Quinta de Anauco sirve de espacio físico para el Museo de Arte Colonial de Caracas, exhibe objetos y artículos de la época colonial, haciéndole conocer a los visitantes como vivían los venezolanos de fechas anteriores a la emancipación. Está ubicada en la Avenida Panteón, Parroquia San Bernardino de Caracas.

## Historia

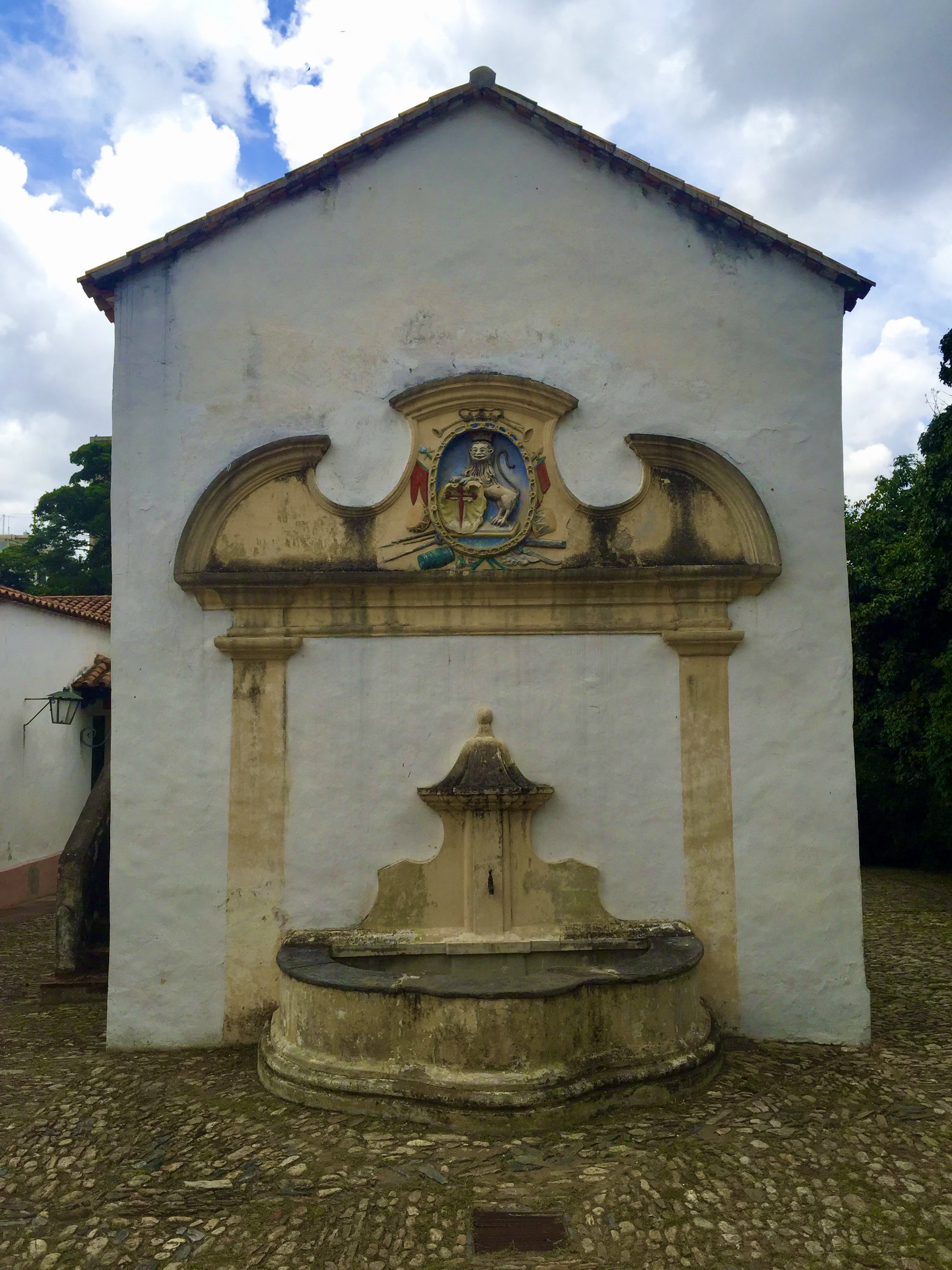
Fuente que se encontraba en la antigua Esquina de Muñoz, en el centro de Caracas, desmontada en 1942 y colocada en el patio de la Quinta de Anauco.

Esta residencia, se conoció como La Casa de Solórzano, fue construida por el capitán Juan Javier Mijares de Solórzano en la época colonial, específicamente entre 1796 y 1797, fue concebida como una casa de campo dedicada al descanso, en medio de siembras de café, caña de azúcar y árboles frutales diversos. Otros historiadores afirman que su primer propietario fue el Capitán Juan Sánchez Morgado quien fue el primer alcalde ordinario de la ciudad de Santiago de León de Caracas y que su construcción data del año 1632, según consta en un Acta del Cabildo de Caracas en fecha 4 de septiembre de ese año; y que posteriormente pasó a manos de Ana Jacinta de Cebrian y Cardona y así sucesivamente fue cambiando de dueño.
El Gobierno de Venezuela inició su restauración en diciembre de 1958 y la concluyó en 1961. 
El Museo de Arte Colonial, institución que cobija una de las colecciones de arte colonial más valiosas y mejor conservadas de Venezuela, fue fundado el 16 de diciembre de 1942 por Alfredo Machado Hernández en la casa de la esquina de Llaguno. Luego de que el edificio fuera demolido en 1953, el museo cerró por espacio de ocho años. Funciona en la Quinta de Anauco desde el 12 de octubre de 1961, una vez concluida la restauración de la edificación.
El Museo pertenece a la Red de Museos de Venezuela y funciona bajo la dirección y el cuidado de la Asociación Venezolana Amigos del Arte Colonial. Entre 1979 y 2024 su director fue el historiador y restaurador Carlos Federico Duarte.
En virtud de su significación histórica (detallada abajo), el ejecutivo nacional a través de la Junta Nacional Protectora del Patrimonio Histórico y Artístico de la Nación, declaró la colonial casona en Monumento Histórico Nacional el 24 de enero de 1978, según Gaceta Oficial Número 31.412.
Entre los años 2001 y 2002 Se le hizo una restauración Integral y se le incorporaron espacios culturales para el disfrute de los caraqueños y de la comunidad de vecinos de San Bernardino. Muchos visitantes han compartido momentos gratos en el Teatrito y en el Anfiteatro al aire libre donde se presentan grupos culturales y musicales como la Sinfónica Municipal de Caracas, la Banda Marcial de la Comandancia Naval, La Orquesta Billo's Caracas Boys, C4 Trío, Los Hermanos Naturales, Arpas de Venezuela, etc.

## Residencia del Marqués del Toro

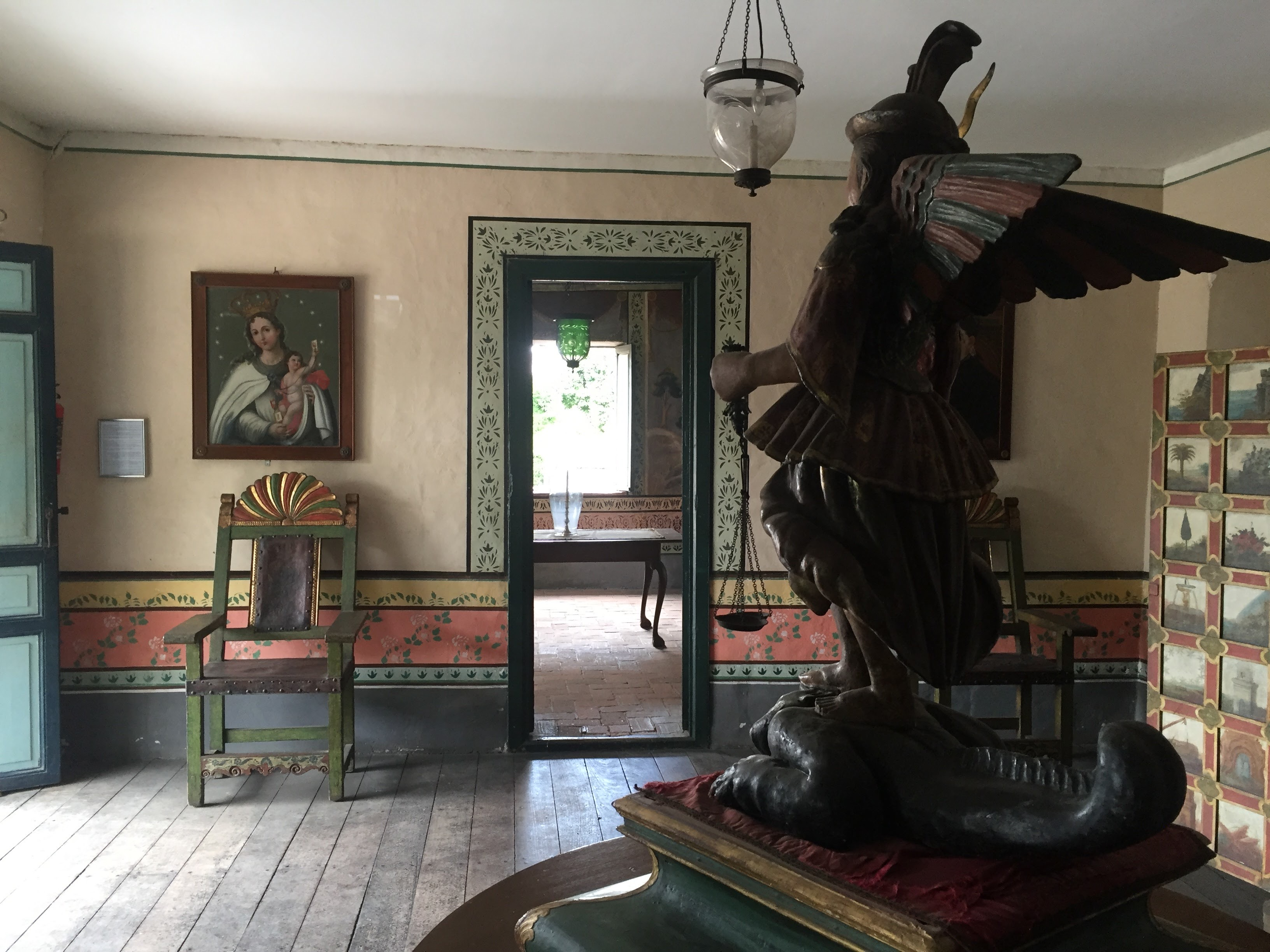
Interior del museo.

En esta quinta vivió, luego de la independencia, Francisco Rodríguez del Toro e Ibarra, General de División y primer Comandante en Jefe del ejército republicano, así como firmante del Acta de la Independencia y de la primera Constitución venezolana. Rodríguez del Toro fue más conocido por sus contemporáneos y por la historia, por el título al que renunció al momento de sumarse a las filas republicanas: Marqués del Toro. Dado que la casa solariega de los marqueses del Toro, construida a comienzos del siglo XVIII a espaldas del convento de la Merced había sido destruida en el terremoto 1811, Rodríguez del Toro carecía de residencia en Caracas. Es por ello que fijó en la Quinta de Anauco, su lugar de habitación permanente en la capital. Es la etapa de mayor esplendor de la casa, la cual se convertirá en lugar de encuentro de las grandes figuras de la época. Por ella circularan con frecuencia los viejos próceres de la independencia, así como las altas autoridades republicanas.
A mediados de 1825, el Marqués del Toro obtuvo en arrendamiento la quinta de Anauco, adquiriéndola en propiedad dos años más tarde. 
Cuando el Libertador Simón Bolívar estuvo en Caracas de enero a julio de 1827, se alojó varias veces en esa mansión campestre. Allí se le ofreció el 14 de enero de ese año un gran baile en su honor, y en esa residencia pasó los últimos días y la última noche en Caracas, antes de salir por La Guaira el 5 de julio de 1827. Por consejo del Libertador, el Márques del Toro la comprará poco después de la partida de aquel. 
Según el historiador Carlos F. Duarte:

"Bolívar quedó tan encantado de su estadía en Anauco que le escribió al Marqués prometiéndole un pronto regreso y aconsejándole que tomara la casa para los dos".

Su estancia en la quinta de Anauco quedará indeleblemente grabada en la memoria del Libertador, quien en repetidas ocasiones expresará su deseo de retirarse de los asuntos públicos para irse a vivir en ella en compañía de su primo hermano político el Marqués del Toro. Era un proyecto que parecía sosegar su ánimo en medio de las tensiones que lo rodeaban. 
Cuando en 1828 los reveses y sinsabores políticos hagan que Bolívar contemple su retiro inminente de la vida pública, pondrá en marcha el proyecto de irse a vivir junto al Marqués del Toro en la quinta de Anauco. Desde Bogotá escribe a este el 16 de febrero de ese año: 

"Al fin se cumplen sus deseos y los míos también; el 7 del mes que entra partiré de esta capital: iré por Apure, Guayana, Cumaná y La Guaira donde nos abrazaremos. Juntos subiremos a Caracas y juntos viviremos en Anauco. ¡Cuidado Marqués! no hay que hacer ningún gasto, ninguna adición a la casa. Gracias que tengamos que comer con los amigos. En todo junio estaré con Ud., Marqués. Que contento se pondrá usted al recibir ésta, y yo gozo con anticipación del placer de verle en la patria nativa".

En junio de ese año sale de Bucaramanga con el propósito de dar forma a ese proyecto. Según señala Gabriel García Márquez: 

"El 9 de junio Bolívar sale de Bucaramanga con la idea de llegar hasta Venezuela. Tenía la intención de residir en la quinta Anauco, del marqués del Toro".

No obstante el 24 junio, luego de haberse disuelto la Convención de Ocaña, Bolívar ve alterarse el horizonte político y decide reemprender el camino a Santa Fe de Bogotá, dejando sin efecto sus planes de retiro de la vida pública.
En 1835, Luís Perú de Lacroix corrigió y finalizó el manuscrito de su obra Diario de Bucaramanga, mientras se hallaba hospedado por el Marqués del Toro en la Quinta de Anauco.
El inmueble fue concebido como una casa de campo con varios niveles y pasillo exterior, con dos patios internos con los salones y las habitaciones en hileras, los cuales se comunican interiormente.  El llamado pabellón de la Marquesa, al fondo de la casa, tiene dos plantas, incluyendo un balcón  y una amplia terraza desde la cual se contemplan las caballerizas. La escalera que sube al segundo piso exhibe al comienzo de su barandal la imagen en relieve de un toro alusivo a la familia de su propietario.
A decir de Carlos F. Duarte:

"La Quinta de Anauco estaba amueblada con lujo (...) En la parte baja de la casa, el mobiliario era más solemne y formal. Había muchos elementos para la iluminación, lo que sugiere un uso nocturno".

La casa se encontraba rodeada de hermosos y extensos jardines. Según José Blondét: 

"Durante los veinticinco años que estuvo ocupada por el Marqués del Toro se debieron realizar mejoras importantes al jardín, encaminadas a convertirlo en el marco escenográfico idóneo para el desarrollo de las actividades sociales al are libre que allí se realizaban, y accorde con el lujo desplegado en el interior de la casa. Es necesario considerar que desde allí su propietario desarrollaba una intensa vida política y social (...) Es importante mencionar aquí que en la hacienda Mocundo, ubicada en las cecanías de Guacara en el Estado Carabobo y propiedad del Marqués del Toro, había un jardín excepcional que le valió un comentario halagador de Alexander von Humboldt (...) Esta información permite inferir que el Marqués del Toro tenía, además de aprecio hacia la vegetación y la jardinería, conocimientos sofisticados en el diseño de jardines, obtenidos probablemente de sus viajes al exterior del país".

En 1852, el diplomático brasileño Miguel María Lisboa describió así sus jardines:

"Su jardín es encantador, con una elegante alameda de palmas reales, regado por las aguas cristalinas del rio Anauco".

El Marqués habría de habitar en la quinta de Anauco hasta su muerte en 1851, legándola a sus sobrinos.

## Videos
- Quinta de Anauco

- Datos: Q6095057
- Multimedia: Quinta Anauco / Q6095057